# Решетніки
Реше́тніки (рос. Решетники) — присілок у складі Орічівського району Кіровської області, Росія. Входить до складу Спас-Талицького сільського поселення.
Населення становить 5 осіб (2010, 10 у 2002).
Національний склад станом на 2002 рік — росіяни 100 %.